# Games Academy
Die Games Academy ist eine im Jahr 2000 in Berlin gegründete Privatschule, die sich auf Ausbildungen und Kurse in der Spieleentwicklungs- und Computerspiele-Branche spezialisiert hat. Sie ist die älteste Games-Schule auf dem europäischen Kontinent.

## Hintergrund
Die Schule wurde 2000 von Thomas Dlugaiczyk  in der Mainzer Straße 23 in Berlin gegründet. Sie bezog 2003 einen neuen Standort in der Rungestraße 20 und startete das Lehrprogramm mit zweijährigen Ausbildungen.
Seit dem Jahr 2003 ist die Games Academy eine anerkannte Ergänzungsschule für die Ausbildung zum Game Designer im Bundesland Berlin. Die Zweigniederlassung der Games Academy im Bundesland Hessen (Frankfurt am Main – Gründung 2007) ist eine angezeigte Ergänzungsschule. 2005 startete die Producer-Ausbildung. Seit 2018 ist die Berliner Einrichtung staatlich anerkannte Ergänzungsschule mit allen Ausbildungen.
Im Jahr 2012 beteiligt sich die Klett Gruppe an der Games Academy. Im Jahr 2014 gründete die Games Academy die GA Hochschule, die 2014 staatlich anerkannt, aber 2015 wieder geschlossen wurde.
Im Herbst 2019 gaben die Games Academy und die Mediadesign Hochschule (MD.H) ihren Zusammenschluss bekannt. Seit 2020 ist Martin Adam Geschäftsführer der Games Academy.